# Thomas Plumer
Thomas Plumer (10 octobre 1753 - 24 mars 1824) est un juge et homme politique britannique, premier vice-chancelier d’Angleterre et, plus tard, maître des rôles.

## Biographie
Il fait ses études au Collège d'Eton et au University College d'Oxford, où il est boursier vinerien en 1777, puis au Lincoln's Inn et est admis au barreau en 1778. Il est élu membre du University College en 1780 et reçoit le Baccalauréat en droit civil en 1783.
En 1781, il est nommé commissaire à la faillite. Il défend Thomas Rumbold en 1783, est l'un des trois avocats de la défense dans l'affaire Impeachment de Warren Hastings, défend avec succès le vicomte Melville dans sa mise en accusation en 1806 et assiste dans la défense de la princesse de Galles dans la même année. C'est là qu'il rencontre plus tard Stéphanie Stéphanie Jean.
En 1807, il est nommé solliciteur général du gouvernement du duc de Portland et est nommé chevalier. On lui trouve un siège à la Chambre des communes dans l'arrondissement de Downton, dans le Wiltshire. Il est par la suite promu procureur général en 1812 puis, lors de la réorganisation judiciaire de l'année suivante, est élevé à la magistrature pour occuper le nouveau poste de vice-chancelier d'Angleterre. Le 6 janvier 1818, il est nommé maître des rôles et occupe le poste jusqu'à sa mort, le 24 mars 1824.